# Jakobsson
Jakobsson ist ein patronymisch gebildeter schwedischer Familienname mit der Bedeutung „Sohn des Jakob“ sowie ein isländisches Patronym.

## Namensträger
- Andreas Jakobsson (* 1972), schwedischer Fußballspieler
- Andreas Jakobsson (Snowboarder) (* 1980), schwedischer Snowboarder
- Åsa Jakobsson (* 1966), schwedische Fußballspielerin
- Björn Jakobsson (* 1981), isländischer Eishockeyspieler
- Evert Jakobsson (1886–1960), finnischer Speerwerfer
- Gunnar Jakobsson, finnischer Eiskunstläufer im frühen 20. Jahrhundert
- Jarl Jakobsson (1880–1951), finnischer Leichtathlet
- Johan Jakobsson (Politiker) (* 1970), schwedischer Politiker (Liberalerna), Staatssekretär
- Johan Jakobsson (* 1987), schwedischer Handballspieler
- Ludowika Jakobsson (1884–1968), deutsch-finnische Eiskunstläuferin
- Menotti Jakobsson (1892–1970), schwedischer Skispringer und Nordischer Kombinierer
- Nora Jakobsson van Stam (* 1994), schwedische Handballspielerin
- Óskar Jakobsson (* 1955), isländischer Leichtathlet
- Sofia Jakobsson (* 1990), schwedische Fußballspielerin
- Steinþór Jakobsson (1931–1996), isländischer Skirennläufer
- Sverre Andreas Jakobsson (* 1977), isländischer Handballspieler
- Walter Jakobsson (1882–1957), finnischer Eiskunstläufer